# 1812 (film)
1812 (1812 год) è un film del 1912 diretto da Vasilij Michajlovič Gončarov, Kaj Ganzen e Alexandr Ural'skij.